# 5 avril en sport
5 mars 5 mai
Chronologies thématiques
- Croisades
- Ferroviaires
- Disney

Le 5 avril (95e jour de l'année ou 96e en cas d'année bissextile) en sport.

## Événements

### XIXesiècle
- 1859 :
  - (Boxe) : le champion anglais Tom Sayers défend son titre, en battant Bill Benjamin en 11 rounds[1].
- 1879 :
  - (Aviron) : The Boat Race entre les équipes universitaires d'Oxford et de Cambridge. Cambridge s'impose[2].
  - (Football) : à Londres (Kennington Oval), l'Angleterre s'impose 5-4 face à l'Écosse. 4 500 spectateurs.

### XXesièclede1901à1950
- 1902 :
  - (Football /Catastrophe) : un accident mortel consécutif à l'effondrement d'une tribune à Ibrox pendant un match international entre l’équipe d'Écosse de football et l’équipe d'Angleterre de football, la tribune Ouest nouvellement construite s’écroule, à cause de fondations mises à mal par de très fortes pluies qui sont tombées la veille. La tragédie se déroule autour de la 51e minute de jeu. Des centaines de supporters tombent d’une hauteur de 12 mètres environ. On sort des décombres 25 morts et 527 blessés.
- 1927 :
  - (Natation) : l'Américain Johnny Weissmuller améliore son propre record du monde du 200 mètres nage libre avec un temps de 2 minutes et 8 secondes.

### XXesièclede1951à2000
- 1964 :
  - (Cyclisme sur route / Tour des Flandres) : l'Ouest-allemand Rudi Altig remporte le Tour des Flandres qui relie Gand à Gentbrugge avec plus de 4 minutes d'avance sur le Belge Benoni Beheyt et le Néerlandais Jo de Roo.
  - (Football / Championnat de Belgique) : avec sa victoire 2 buts à 0 face au FC Liégeois, le RSC Anderlecht s'assure de remporter son dixième titre de champion de Belgique.
- 1984 :
  - (Basket-ball) : Kareem Abdul-Jabbar devint le joueur ayant marqué le plus de points dans l'histoire de la NBA avec 31,421 points.
- 1992 :
  - (Formule 1) : Grand Prix automobile du Brésil.

### XXIesiècle
- 2009 :
  - (Formule 1) : Grand Prix de Malaisie.

## Naissances

### XIXesiècle
- 1858 :
  - Bill Maclagan, joueur de rugby à XV écossais. (26 sélections en équipe nationale). († 10 octobre 1926).
- 1860 :
  - Harold Barlow, joueur de tennis britannique. († 16 juillet 1917).
- 1867 :
  - Ernest Lewis, joueur de tennis britannique. († 19 avril 1930).
- 1878 :
  - Albert Champion, cycliste sur route français. Vainqueur de Paris-Roubaix 1899. († 26 octobre 1929).
  - Paul Weinstein, athlète de saut allemand. Médaillé de bronze de la hauteur aux Jeux de Saint-Louis 1904. († 16 août 1964).
- 1880 :
  - Eric Carlberg, tireur suédois. Médaillé d'argent à la petite carabine par équipes aux Jeux de Londres 1908 et champion olympique du pistolet à 30 m par équipes et de la petite carabine à 25 m par équipes, médaillé d'argent du pistolet à 50 m par équipes, et de la petite carabine à 50 m par équipes aux Jeux de Stockholm 1912. († 14 avril 1963).
  - Vilhelm Carlberg, tireur suédois. Médaillé d'argent à la petite carabine par équipes aux Jeux de Londres 1908 et champion olympique du pistolet à 30 m par équipes, de la petite carabine à 25 m en individuel par équipes, médaillé d'argent du pistolet à 50 m par équipes, et de la petite carabine à 50 m par équipes aux Jeux de Stockholm 1912 puis médaillé d'argent au pistolet feu rapide à 25 m aux Jeux de Paris 1924. († 1er octobre 1970).
- 1889 :
  - Otto Fehlmann, footballeur suisse. (20 sélections en équipe nationale). († 5 octobre 1977).
- 1890 :
  - William Moore, athlète de demi-fond britannique. Médaillé de bronze du 3 000m par équipes aux Jeux de Stockholm 1912. († 12 mai 1960).
- 1891 :
  - Arnold Jackson, athlète de demi-fond britannique. Champion olympique du 1 500 m aux Jeux de Stockholm 1912. († 13 novembre 1972).
- 1893 :
  - Clas Thunberg, patineur de vitesse finlandais. Champion olympique du 1 500 m, du 5 000 m et du combiné, médaillé d'argent du 10 000 m puis de bronze du 500 m aux Jeux de Chamonix 1924 et ensuite champion olympique du 500 m et du 1500 m aux Jeux de Saint-Moritz 1928. Champion du monde toutes épreuves de patinage de vitesse 1923, 1925, 1928, 1929 et 1931. Champion d'Europe toutes épreuves de patinage de vitesse 1922, 1928, 1931 et 1932. († 28 avril 1973).

### XXesièclede1901à1950
- 1909 :
  - Erwin Wegner, athlète de haies allemand. Champion d'Europe d'athlétisme du 110 m haies 1934. († 16 février 1945).
- 1912 :
  - William Roberts, athlète de sprint britannique. Champion olympique du relais du 4 × 400 m aux Jeux de Berlin 1936. († 5 décembre 2001).
- 1914 :
  - Felice Borel, footballeur puis entraîneur, dirigeant sportif et consultant TV italien. Champion du monde de football 1934. (3 sélections en équipe nationale). († 21 janvier 1993).
- 1920 :
  - Alfonso Thiele, pilote de courses automobile d'endurance américain. († 15 juillet 1986).
- 1922 :
  - Tom Finney, footballeur anglais. (76 sélections en équipe nationale). († 14 février 2014).
- 1926 :
  - Süleyman Seba, footballeur puis dirigeant sportif turc. Président du Beşiktaş Jimnastik Kulübü de 1984 à 2000. († 13 août 2014).
- 1932 :
  - Bernard Consten, pilote de rallyes automobile et d'endurance français. († 22 juillet 2017).
- 1943 :
  - Fighting Harada, boxeur japonais. Champion du monde poids mouches de boxe du 10 octobre 1962 au 12 janvier 1963 puis champion du monde poids coqs de boxe du 18 mai 1965 au 27 février 1968.
- 1945 :
  - Craig Raymond, basketteur américain.
- 1950 :
  - Patrick Zaniroli, pilote de courses automobile de rallyes-raid et journaliste sportif français.

### XXesièclede1951à2000
- 1955 :
  - Christian Gourcuff, footballeur puis entraîneur français. Sélectionneur de l'équipe d'Algérie de 2014 à 2016.
- 1956 :
  - Henrik Dettmann, entraîneur de basket-ball finlandais. Sélectionneur de l'équipe de Finlande de 1992 à 1997 et depuis 2004 puis de l'équipe d'Allemagne de 1997 à 2003.
  - Jacques Nicolet, pilote de courses automobile d'endurance français.
- 1962 :
  - Gord Donnelly, hockeyeur sur glace canadien.
- 1965 :
  - Fabrice Bénichou, boxeur français. Champion du monde poids super-coqs de boxe de 1989 à 1990.
  - Franck Silvestre, footballeur français. (11 sélections en équipe de France).
- 1967 :
  - Gary Gait, joueur de crosse puis entraîneur canadien.
- 1970 :
  - Soheil Ayari, pilote de courses automobile d'endurance et de Grand-Tourisme français.
  - Miguel Ángel de Castro, pilote de courses automobile d'endurance espagnol.
- 1972 :
  - Tom Coronel, pilote de courses automobile néerlandais.
- 1975 :
  - Wolf Henzler, pilote de courses automobile d’endurance allemand.
  - Shammond Williams, basketteur américano-géorgien.
- 1976 :
  - Kim Collins, athlète de sprint christophien. Champion du monde d'athlétisme du 100 m 2003.
- 1978 :
  - Dwain Chambers, athlète de sprint britannique. Champion d'Europe d'athlétisme du relais 4 × 100 m 2006.
  - Casper Elgaard, pilote de courses automobile d’endurance danois.
- 1979 :
  - Guillaume Philippon, athlète de fond et de demi-fond puis dirigeant sportif français.
  - Song Dae-nam, judoka sud-coréen. Champion olympique des -90kg aux Jeux de Londres 2012.
  - Elvis Vermeulen, joueur de rugby à XV français. Vainqueur du Tournoi des Six Nations 2007 et du Challenge européen 2007. (10 sélections en équipe de France).
  - Andrius Velička, footballeur soviétique puis lituanien. (26 sélections en équipe nationale).
- 1980 :
  - Matt Bonner, basketteur américain.
  - Alberta Brianti, joueuse de tennis italienne.
  - Chen Haijian, athlète de sprint chinois. Championne d'Asie d'athlétisme du 100 m et du relais 4 × 100 m 2003.
  - Joris Mathijsen, footballeur néerlandais.
- 1982 :
  - Alexandre Prémat, pilote de courses automobile d'endurance français.
  - Thomas Hitzlsperger, footballeur allemand. (52 sélections en équipe nationale).
  - Mathéus Coradini Vivian, footballeur brésilien.
- 1984 :
  - Cristian Săpunaru, footballeur roumain. Vainqueur de la Ligue Europa 2011. (32 sélections en équipe nationale).
  - Kerron Stewart, athlète de sprint jamaïcaine. Médaillée d'argent du 100 m et de bronze du 200 m aux Jeux de Pékin 2008 puis médaillée d'argent du relais 4 × 100 m aux Jeux de Londres 2012. Championne du monde d'athlétisme du relais 4 × 100 m 2009, 2013 et 2015.
- 1985 :
  - Daniel Congré, footballeur français.
- 1986 :
  - Anzor Boltukayev, lutteur de libre russe. Champion d'Europe de lutte des -97 kg 2016.
  - Wuta Dombaxe, handballeuse angolaise. Championne d'Afrique des nations féminin de handball 2010. (32 sélections en équipe nationale).
  - Kenichi Hayakawa, joueur de badminton japonais.
  - Róbert Kasza, pentathlonien hongrois. Champion d'Europe de pentathlon moderne du relais 2010 et 2011.
  - Ri Song-chol, patineur artistique messieurs nord-coréen.
  - Camélia Sahnoune, athlète de triple saut algérien.
  - Albert Selimov, lutteur de libre russe puis azerbaïdjanais. Champion du monde de boxe amateur des -57 kg 2007. Champion d'Europe de boxe amateur des -57 kg 2006 et des -60 kg 2010.
- 1987 :
  - Dave Attwood, joueur de rugby à XV anglais. (24 sélections en équipe nationale).
  - Fiodor Koudriachov, footballeur russe. (26 sélections en équipe nationale).
- 1988 :
  - Teresa Almeida, handballeuse angolaise. Championne d'Afrique des nations féminin de handball 2016. (32 sélections en équipe nationale).
  - Quade Cooper, joueur de rugby à XV australien. Vainqueur du Tri-nations 2011 et 2015. (70 sélections en équipe nationale).
  - Jonathan Davies, joueur de rugby à XV gallois. Vainqueur du Grand Chelem 2012, du Tournoi des Six Nations 2013 et du Grand Chelem 2019. (88 sélections en équipe nationale).
  - Perry Petty, basketteur américain.
  - Zack Smith, hockeyeur sur glace canadien.
  - Pape Sy, basketteur français.
- 1989 :
  - Justin Holiday, basketteur américain.
  - Kalis Loyd, basketteuse suédoise.
- 1990 :
  - Florent David, rink hockeyeur français. Médaillé de bronze au Mondial de rink hockey 2010. (18 sélections en équipe de France).
  - Benjamin Dutreux, navigateur et skipper français.
  - CJ Stander, joueur de rugby à XV sud-africain puis irlandais. (26 sélections avec l'équipe d'Irlande).
- 1991 :
  - Yann Boé-Kane, footballeur français.
  - Valentin Claireaux, hockeyeur sur glace français.
  - Nathaniel Clyne, footballeur anglais. (14 sélections en équipe nationale).
  - Lotte Grigel, handballeuse danoise. Victorieuse de la Coupe EHF de handball féminin 2017. (97 sélections en équipe nationale).
  - Nora Mørk, handballeuse norvégienne. Médaillée de bronze aux Jeux de Rio 2016. Championne du monde de handball féminin 2015. Championne d'Europe de handball féminin 2010, 2014 et 2016. Victorieuse des Ligue des champions de handball féminin 2011, 2017 et 2018. (114 sélections en équipe nationale).
- 1993 :
  - Benjamin Garcia, joueur de rugby à XIII français. (11 sélections en équipe de France).
- 1994 :
  - Nicolas Tournat, handballeur français. Champion olympique aux Jeux de Tokyo 2020. Médaillé de bronze à l'Euro 2018. (42 sélections en équipe de France).
- 1996 :
  - Uğurcan Çakır, footballeur turc. (10 sélections en équipe nationale).
  - Trey Kell, basketteur américain.
- 1997 :
  - Irène Bognini, basketteuse ivoirienne.
  - Asia Durr, basketteuse américaine.
  - Ines Gmati, skipeuse tunisienne.
  - Théa Greboval, footballeuse française. (1 sélection en équipe nationale).
  - Nina Kennedy, athlète australienne spécialiste du saut à la perche.
  - Loriana Kuka, judokate kosovare. Médaillé de bronze aux Championnats du monde de 2019 et aux Championnats d'Europe de 2020 dans la catégorie des moins de 78 kg.
  - Ida Lien, biathlète norvégienne. Championne du monde du relais 4 x 6 km en 2021.
  - Aaron Luchuk, joueur de hockey sur glace canadien.
  - Nahomi Martínez, footballeuse péruvienne. (15 sélections en équipe nationale).
  - Borja Mayoral, footballeur espagnol.
  - Alan Mozo, footballeur mexicain.
  - Danel Sinani, footballeur luxembourgeois. (43 sélections en équipe nationale).
- 1998 :
  - Nathan Broadhead, footballeur gallois.
  - Michaela Drummond, coureuse cycliste néo-zélandaise. Médaillée de bronze de la poursuite par équipes aux Championnats du monde de 2017 et de 2019.
  - Thomas Laurent, pilote de courses automobile d'endurance français.
  - Fabio Maistro, footballeur italien.
- 1999 :
  - Souleymane Aw, footballeur sénégalais.
  - Jasmine Hutton, joueuse de squash anglaise.
  - Ikram Jabry, joueuse de volley-ball marocaine.
  - Jang Min-hee, archère sud-coréenne. Championne olympique par équipes aux Jeux d'été de 2020 et championne du monde en individuel et par équipes en 2021.
  - Antoine Jourdan, joueur de rugby à XV français.
  - Simona Radiș, rameuse d'aviron roumaine. Vice-championne du monde et d'Europe du deux de couple en 2019, championne d'Europe du deux de couple en 2020 et en 2021 et championne olympique de la même discipline aux Jeux d'été de 2020.
- 2000 :
  - Alex Cisar, biathlète slovène.
  - Jurgen Ekkelenkamp, footballeur néerlandais.
  - Erik Fetter, coureur cycliste hongrois.
  - Tommaso Giacomel, biathlète italien.
  - Daan Hoeks, coureur cycliste néerlandais.
  - Nikola Krstović, footballeur monténégrin.
  - Martin Marcellusi, coureur cycliste italien.
  - Émeline Saint-Georges, footballeuse française.
  - Sebastian Walukiewicz, footballeur polonais. (3 sélections en équipe nationale).
  - Nicolas Wernimont, coureur cycliste belge.

### XXIesiècle
- 2001 :
  - John Beecher, joueur de hockey sur glace américain.
  - Matthew Boldy, joueur de hockey sur glace américain.
  - Can Bozdoğan, footballeur allemand.
  - Cristiano Ficco, haltérophile italien.
  - Jamie Roche, footballeur suédois.
  - Amuro Tsuzuki, surfeuse japonaise. Médaillée de bronze aux Jeux olympiques d'été de 2020.
- 2002 :
  - Lamiya Valiyeva, athlète handisport azerbaïdjanaise. Championne paralympique du 400 mètres T13 et médaillée d'argent du 100 mètres T13 aux Jeux d'été de 2020.
- 2003 :
  - Ntazana Mayembe, footballeur zambien. (1 sélection en équipe nationale).
  - Fiodor Svetchkov, joueur de hockey sur glace russe.
- 2005 :
  - Thomas Waddingham, footballeur australien.

## Décès

### XIXesiècle
- 1884 :
  - John Wisden, 57 ans, joueur de cricket anglais. (° 5 septembre 1826).

### XXesièclede1901à1950
- 1903 :
  - Tom Allen, 63 ans, boxeur britannique. (° 25 avril 1839).
- 1905 :
  - George Lindsay, 42 ans,  joueur de rugby écossais. (4 sélections en équipe nationale). (° 3 janvier 1863).
- 1919 :
  - Joseph Hall, 37 ans, hockeyeur sur glace britannique. (° 3 mai 1882).
- 1940 :
  - Jay O'Brien, 57 ans, bobeur américain. Médaillé d'argent en bob à cinq en aux Jeux olympiques de 1928 puis champion olympique de bob à quatre en 1932. (° 22 février 1883).

### XXesièclede1951à2000
- 1952 :
  - Agnes Morton, 80 ans, joueuse de tennis anglaise. (° 6 mars 1872).
- 1973 :
  - David Murray, 63 ans, pilote de courses automobile britannique. (° 28 décembre 1909).
- 1974 :
  - Bino Bini, 74 ans, escrimeur italien. Champion olympique en sabre par équipes aux Jeux d'été de Paris en 1924 puis médaillé d'argent du sabre par équipes et de bronze du sabre en individuel aux Jeux de 1928. (° 23 janvier 1900).
- 1975 :
  - Harold Osborn, 75 ans, athlète d'épreuves combinées et de sauts américain. Champion olympique du décathlon et de la hauteur aux Jeux de Paris 1924. Détenteur du record du monde du décathlon de 1924 à 1926. (° 13 avril 1899).
- 1976 :
  - Ruggero Ferrario, 78 ans, coureur cycliste italien. Champion olympique de poursuite par équipes aux Jeux d'Anvers en 1920. (° 7 octobre 1897).
- 2000 :
  - Lee Petty, 86 ans, pilote de courses automobile américain. (° 14 septembre 1914).

### XXIesiècle
- 2001 :
  - Aldo Olivieri, 90 ans, footballeur puis entraîneur italien. Champion du monde de football 1938. (24 sélections en équipe nationale). (° 2 octobre 1910).
- 2004 :
  - Fernand Goyvaerts, 65 ans, footballeur belge. Vainqueur de la Coupe des clubs champions 1966. (8 sélections en équipe nationale). (° 24 octobre 1938).
- 2014 :
  - Mariano Díaz, 74 ans, coureur cycliste espagnol. Grand Prix de la montagne du Tour d'Espagne en 1967. (° 17 septembre 1939).
- 2015 :
  - Pāvels Kovaļovs, 24 ans, athlète letton. (° 17 octobre 1990).
- 2016 :
  - Michael Sullivan, 82 ans, joueur de rugby à XIII anglais. Vainqueur de la Coupe du monde en 1954 et en 1960. (46 sélections en équipe de Grande-Bretagne, 3 en équipe d'Angleterre). (° 12 janvier 1934).
- 2017 :
  - Attilio Benfatto, 74 ans, coureur cycliste italien. Vice-champion du monde de la poursuite par équipes amateurs en 1964 et médaillé de bronze du contre-la-montre par équipes sur route lors des Championnats du monde de 1966. (° 11 mars 1943).
  - David Gove, 38 ans, joueur puis entraîneur de hockey sur glace américain. (° 4 mai 1978).
  - Tim Parnell, 84 ans, pilote de F1 britannique. (° 25 juin 1932).
  - Atanasie Sciotnic, 75 ans, kayakiste roumain. Médaillé de bronze en K4 sur 1 000 m aux Jeux olympiques de 1964 et médaillé d'argent de la même discipline aux Jeux de 1972. Champion du monde en K2 sur 500 m et en K4 sur 1 000 m en 1966, du K4 sur 10 000 m en 1971 et du K-1 4×500 m en 1974. (° 1er mars 1942).
  - Ilkka Sinisalo, 58 ans, hockeyeur sur glace finlandais. (° 10 août 1958).
- 2018 :
  - Dieter Freise, 73 ans, joueur de hockey sur gazon ouest-allemand. Champion olympique lors du tournoi des Jeux d'été de Munich en 1972. (° 18 février 1945).
  - Branislav Pokrajac, 71 ans, handballeur puis entraîneur yougoslave puis serbe. Champion olympique lors du tournoi des Jeux d'été de 1972, médaillé de bronze lors des championnats du monde de 1970 et de 1974. Sélectionneur de l'équipe de Yougoslavie de 1980 à 1984 avec laquelle il est vice-champion du monde en 1982 et champion olympique en 1984. Sélectionneur de l'Espagne en 1985, des États-Unis en 1988, de l'Égypte en 1999 et du Qatar entre 2003 et 2005. (180 sélections en équipe nationale). (° 27 janvier 1947).
- 2019 :
  - Gianfranco Leoncini, 79 ans, footballeur puis entraîneur italien. (2 sélections en équipe nationale). (° 25 septembre 1939).
  - Ivan Mrázek, 93 ans, joueur de basket-ball tchécoslovaque. Champion d'Europe en 1946 à Genève puis trois fois vice-champion d'Europe en 1947, 1951 et 1955. (° 18 janvier 1926).
- 2020 :
  - Jean-Baptiste Ayissi Ntsama, 86 ans, boxeur camerounais. (° 25 avril 1929).
  - André Cristol, 77 ans, footballeur puis entraîneur français. (° 13 septembre 1942).
- 2021 :
  - Sergio Maggini, 101 ans, coureur cycliste italien. (° 14 février 1920).
- 2022 :
  - Stanisław Kowalski, 111 ans, athlète polonais. (° 14 avril 1910).
  - Josef Panáček, 84 ans, tireur sportif tchécoslovaque. Champion olympique du skeet lors des Jeux d'été de 1976. (° 8 septembre 1937).